# Cantón de Tilly-sur-Seulles
El cantón de Tilly-sur-Seulles era una división administrativa francesa, que estaba situada en el departamento de Calvados y la región de Baja Normandía.

## Composición
El cantón estaba formado por veintidós comunas:
- Audrieu
- Bretteville-l'Orgueilleuse
- Brouay
- Carcagny
- Cheux
- Cristot
- Ducy-Sainte-Marguerite
- Fontenay-le-Pesnel
- Grainville-sur-Odon
- Juvigny-sur-Seulles
- Le Mesnil-Patry
- Loucelles
- Mondrainville
- Mouen
- Putot-en-Bessin
- Rots
- Sainte-Croix-Grand-Tonne
- Saint-Manvieu-Norrey
- Saint-Vaast-sur-Seulles
- Tessel
- Tilly-sur-Seulles
- Vendes

## Supresión del cantón de Tilly-sur-Seulles
En aplicación del Decreto n.º 2014-160 de 17 de febrero de 2014, el cantón de Tilly-sur-Seulles fue suprimido el 22 de marzo de 2015 y sus 22 comunas pasaron a formar parte, diecinueve del nuevo cantón de Bretteville-l'Orgueilleuse, dos del nuevo cantón de Évrecy y una del nuevo cantón de Caen-1.